# Urnisa erythrocnemis
Urnisa erythrocnemis är en insektsart som först beskrevs av Carl Stål 1861.  Urnisa erythrocnemis ingår i släktet Urnisa och familjen gräshoppor. Inga underarter finns listade i Catalogue of Life.